# Luitpoldingi
I Luitpoldingi furono una dinastia medievale che governò il ducato originario di Baviera dalla fine del IX secolo fino al 985.

## Origini
L'ascesa dei Luitpoldingi nel regno dei Franchi orientali non è stata chiarita in modo definitivo. Il capostipite della famiglia, il margravio Liutpoldo di Baviera, era probabilmente un parente della dinastia altomedievale dei Huosi e forse legato alla dinastia imperiale carolingia da parte della madre dell'imperatore Arnolfo di Carinzia, Liutswind. Nell'893 Arnolfo nominò Liutpoldo margravio in Carinzia e Pannonia, succedendo al margravio della dinastia dei Guglielmingi Engelschalk II. Liutpoldo riuscì ad ampliare i suoi possedimenti bavaresi intorno a Ratisbona e nell'adiacente marca di Nordgau, divenendo un importante capo militare durante le invasioni ungheresi, venendo ucciso nella battaglia di Presburgo del 907. 

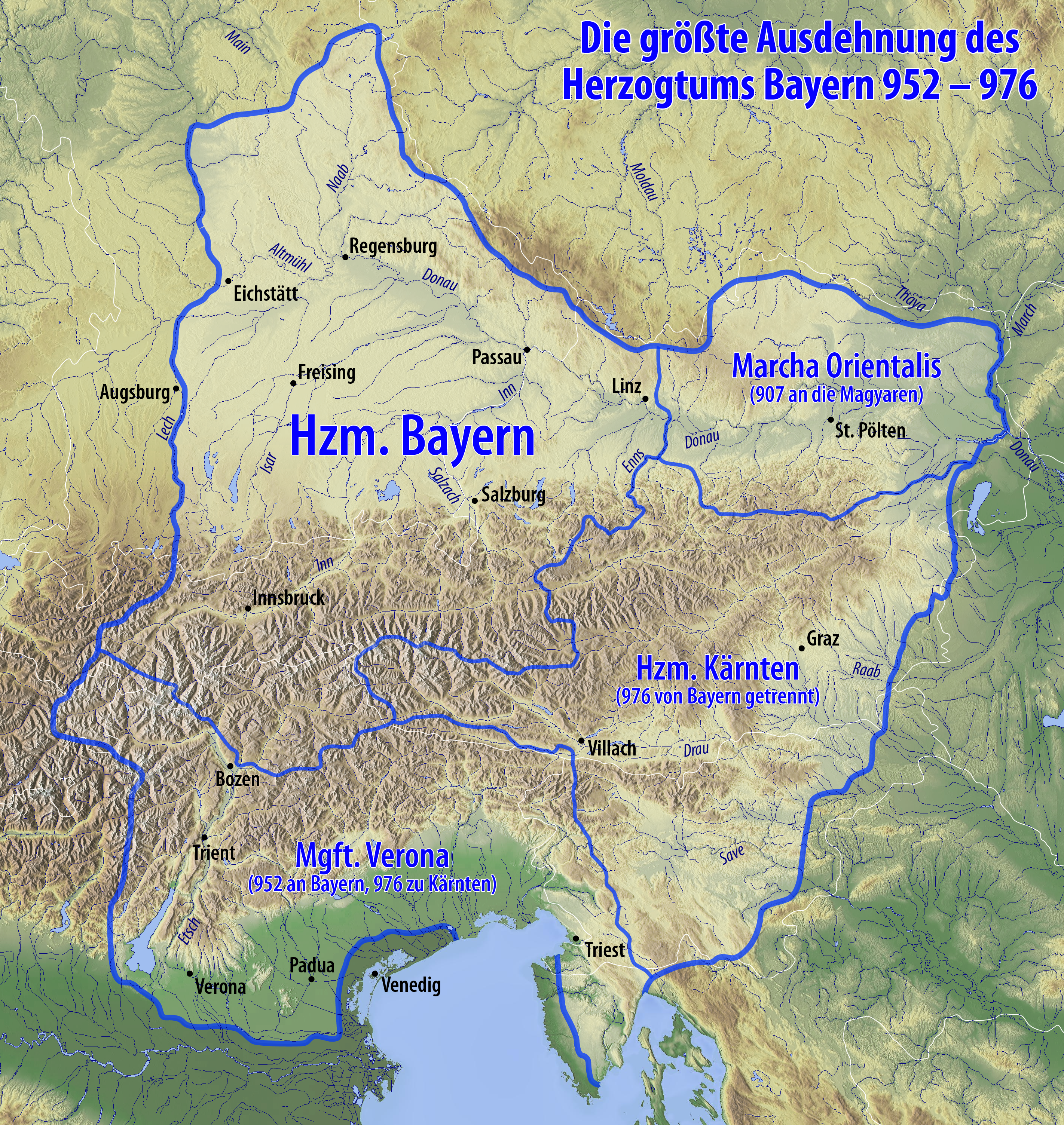
Ducato di Baviera tra il 952 e il 976.

Mentre il regno di Germania ascese sotto il dominio del re Corrado I e dei suoi successori ottoniani, il figlio ed erede di Liutpoldo Arnolfo il Malvagio, sostenuto dalla nobiltà locale, adottò il titolo ducale bavarese, riorganizzò la difesa contro gli invasori ungheresi e, secondo i contemporanei Annales iuvavenses, aspirò al trono tedesco, in contrapposizione a Enrico I di Germania: quest'ultimo sottomise il duca ribelle nel 921, riservandogli però numerosi privilegi. Risolto il problema con re Enrico, Arnolfo intraprese una campagna per le terre del duca della dinastia dei Přemyslidi Venceslao di Boemia e nel 934-35 invase persino il regno d'Italia, al fine di ottenere la corona di ferro della Longobardia per suo figlio Eberardo, anche se questa campagna fallì.

## Declino
Eberardo era succeduto a suo padre come duca di Baviera nel 937, tuttavia, presto combatté contro il neo-re Ottone I di Germania, che non aveva intenzione di rispettare l'autonomia bavarese. Ottone dichiarò Eberardo deposto e venne bandito l'anno successivo, nominando come duca il fratello di Arnolfo Bertoldo, dopo aver rinunciato ai privilegi accordati da Enrico a suo padre.
Bertoldo rimase fedele sostenitore del re Ottone. Tuttavia alla sua morte nel 947, Ottone negò la successione al titolo ducale bavarese al figlio di Bertoldo, Enrico il Giovane, conferendolo invece al fratello Enrico I, il quale aveva sposato la figlia di Arnolfo Giuditta. Nel 976 Enrico il Giovane ricevette a titolo di risarcimento dall'imperatore Ottone II il ducato di Carinzia, di recente istituzione. Nel 983 Enrico il Giovane riuscì persino ad ottonere il titolo ducale bavarese. Tuttavia due anni dopo fu costretto con la forza a cedere il ducato a Enrico II, figlio di Enrico I.
Con la morte di Enrico il Giovane nel 989, i Luitpoldingi si estinsero.

## Genealogia
Liutpoldo († 907), margravio di Carinzia e alta Pannonia, conte di Nordgau
- Arnolfo il Malvagio, duca di Baviera dal 907 al 937, dovette accettare la sottomissione da parte del re Enrico l'Uccellatore nel 921. 
  - Eberardo, duca di Baviera dal 937 al 938, deposto e bandito dal re Ottone I di Germania.
  - Arnolfo II (913-954), conte palatino bavarese dal 938. 
    - Bertoldo di Reisensburg (930-999), conte palatino bavarese.

  - Giuditta, duchessa di Baviera (925-985), sposò Enrico I, fratello minore del re Ottone I, duca di Lotaringia dal 939 al 940, duca di Baviera dal 948 fino alla sua morte nel 955.
- Bertoldo, duca di Baviera dalla deposizione del nipote Eberardo nel 938 fino alla sua morte nel 947. 
  - Enrico il Giovane, duca di Carinzia dal 976 al 978 e dal 985 al 989, duca di Baviera dal 983 al 985.

Un'affiliazione con la dinastia bavarese dei Wittelsbach è possibile, sebbene non provata: il conte palatino Arnolfo II intorno al 940 fece costruire un castello a Scheyern; i discendenti del conte Ottone I di Scheyern (morto prima del 4 dicembre 1072), considerato dai documenti come Vogt della diocesi di Frisinga nel 1047, è considerato un antenato dei Wittelsbach.